# Pseudo-Dionysios Areopagita
Pseudo-Dionysios Areopagita (též Diviš Pseudoareopagita, Pseudoareopagita) byl novoplatónský filosof a teolog pozdní patristiky, který působil v první polovině 6. století, patrně jako mnich v Sýrii.

## Osoba a dílo
O jeho osobě není jinak nic známo, své dílo totiž napsal pod tehdy běžným jménem Dionysios, ale už v 6. století ho někteří ztotožňovali s Dionýsiem z Areopágu, patrně členem nejvyššího athénského soudu (areopagu), který se na základě kázání Pavla z Tarsu stal křesťanem (viz Skutky 17,34) a podle tradice prvním biskupem v Athénách.
Touto záměnou, kterou zpochybňoval už roku 532 biskup Hipatios, v 15. století renesanční učenec Lorenzo Valla a která byla bezpečně vyvrácena až v 19. století, získalo Dionysiovo dílo velikou vážnost, například už v díle papeže Řehoře Velikého (†604). První známý komentář napsal Maxim Vyznavač (Maximus Confessor, †662). Jeho význam dále podpořili mniši kláštera Saint-Denis u Paříže, kteří jej ztotožnili i se svatým Divišem (Dionýsiem/ Denisem, † po 250), misionářem, prvním biskupem pařížským a mučedníkem, jehož ostatky se v klášteře uctívaly. Opatství mělo řecký rukopis Dionýsiových spisů, který v 9. století Jan Scotus Eriugena přeložil do latiny a tak obecně zpřístupnil západnímu světu.
Dionýsiovo dílo a myšlenky tak dostaly autoritu biblické postavy a silně ovlivnily celou středověkou teologii, filosofii a mystiku, zejména v dílech Tomáše Akvinského, který jej také komentoval, Mistra Eckharta, Mikuláše Kusánského či Jana od Kříže; velmi silně působí ve východním křesťanství.

## Mystická nauka
Mystická nauka Pseudo-Dionysa Areopagity řeší tyto body:
1. Poměr mezi racionálním lidským poznáním a Bohem,
2. "nadrozumový charakter" mystického sjednocení, který vyplývá z omezenosti lidské mysli a z principu, podle něhož může k poznání dojít jedině na základě podobnosti poznávajícího s poznávaným,
3. "idea redukce na jednotu", související s principem z bodu druhého,
4. alegorická interpretace Mojžíšova výstupu na horu Sinaj a zejména jeho vstupu do temnoty (Ex20,21).

### 1. Negativní metoda
V naprostém souladu s novoplatónskou a patristickou tradicí považuje Dionýsos "negativní metodu" za nejpříhodnější pro racionální přiblížení lidské mysli k prvotnímu principu. V tomto postupu se božství postupně zbavuje všech vlastností a podob,od nejnižších až k těm nejvznešenějším. Soustavné aplikování negativní metody ale nevede k poznání toho, čím je Bůh sám v sobě, nýbrž pouze toho, čím Bůh není.

### 2. Sjednocení s nejvyšším principem
Sjednocení s nejvyšším principem nemůže mít racionální charakter ze dvou důvodů: absolutní nevědění a totální mlčení, které vyplývají z aplikace "negativní metody" neumožňují lidské mysli používat své mohutnosti v oblasti poznávání Boha.

### 3. Idea redukce na jednotu
Podobnost je nevyhnutelným základem poznání, to je principem, na němž stojí nejen učení o ukončení noetických aktivit při dosažení mystického sjednocení, ale také teorie, podle níž se lidský duch musí "redukovat na jednotu."

### 4. Alegorická interpretace Mojžíšova výstupu na horu Sinaj
Očištění od smyslového jako předběžná podmínka kontemplace inteligibilních skutečností, překročení poznání inteligibilních skutečností lidskou myslí, ticho a nevědění, v nichž lidská mysl uvízne, kdy aplikuje negativní postup až do nejzazších důsledků, opuštění jakékoliv negativní aktivity a konečně dosažení nadrozumého sjednocení s jedním a dobrým – to vše nachází své symbolické vyjádření v Písmu svatém, v popisu Mojžíšova výstupu na horu Sinaj.

## Myšlení
V Dionýsiově díle jsou patrné stopy učení Klementa Alexandrijského, Órigena a kappadockých otců, zejména však rektora Platónovy athénské Akademie Prokla. Dionysios tak vytvořil velmi působivý systém s propracovanou hierarchií nebeských bytostí a andělů, s novoplatónskou teorií o původu světa postupnou emanací božské bytosti a tak prohloubil syntézu křesťanství a novoplatónismu.
Kromě bohaté spekulativní systematiky je významné jeho rozlišení způsobů poznání Boha či teologie na pozitivní teologii, která poznává Boha skrze analogie, metafory, biblická jména, a negativní teologii, která poznává Boha mystickou cestou, tj. tím, že jména, která Bohu přisuzujeme, opět odmítá jakožto nevhodná, čímž dospívá k vědomí nepoznatelnosti Boha.

## Spisy
- „O mystické teologii“ (Peri mystikés theologias/De mystica Theologia)
- „O božských jménech“ (Peri theión onomatón/De divinis nominibus)
- „O církevní hierarchii“ (Peri tés ekklestiastikés hierarchias/De ecclesiastica hierarchia)
- „O nebeské hierarchii“ (Peri tés úranias hierarchias/De caelesti hierarchia)
- 10 dopisů.

### České překlady
- DIONYSIOS AREOPAGITA. O nebeské hierarchii. Překlad z řečtiny Martin Koudelka. Praha: Vyšehrad, 2009. 136 s. ISBN 978-80-7021-872-3.
- DIONYSIOS AREOPAGITA. Listy. O mystické theologii. Překlad z řečtiny Vojtěch Hladký a Martin Koudelka. Praha: Oikúmené, 2005. 195 s. ISBN 80-7298-157-9.
- DIONYSIOS AREOPAGITA. O mystické teologii. O božských jménech. Překlad z ruského překladu Alan Černohous. Praha: Dybbuk, 2003. 292 s. ISBN 80-903001-5-4.
- PSEUDO-DIONYSIUS AREOPAGITA: O Božích jménech (úryvky), in: SOUSEDÍK S. Texty k studiu dějin středověké filosofie, Praha: Karolinum 1994, s. 11-24.
- DIONYSIOS AREOPAGITA: O mystické teologii, in: ANGELUS SILESIUS, Poutník cherubínský: Úvod do německé mystiky. Překlad A. Lang. Praha: Ladislav Kuncíř, 1909, s. ???.

### Sekundární literatura v češtině
- IVÁNKA, Endre von. Plato Christianus. Praha: Oikúmené, 2003. 543 s. ISBN 80-7298-070-X.
- FLOSS, Pavel. Cesty evropského myšlení I: Architekti křesťanského středověkého vědění. Praha: Vyšehrad, 2004. 444 s. ISBN 80-7021-662-X.
- SLEPIČKA, Martin. Po stopách kultu pařížského biskupa a francouzského "národního" patrona sv. Denise v českém středověku. Historie – Otázky – Problémy. 2024, roč. 16, č. 1, s. 9, 11. ISSN 2336–6672. Dostupné online.